# Vùng Hải quân Sasebo
Vùng Hải quân Sasebo (佐世保鎮守府 Sasebo chinjufu) là khu vực thứ ba trong số năm quận hành chính chính của Hải quân Đế quốc Nhật Bản trước chiến tranh. Lãnh thổ của nó bao gồm bờ biển phía tây và phía nam của Kyūshū, quần đảo Ryukyu, Đài Loan và Hàn Quốc, cũng như các cuộc tuần tra ở Biển Đông và Thái Bình Dương

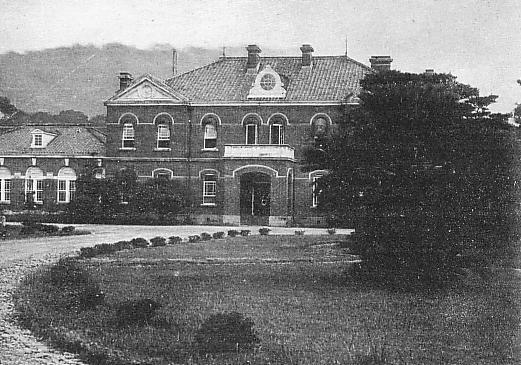
Trụ sở Vùng Hải quân Sasebo vào khoảng năm 1930

Sasebo cũng bao gồm Quân xưởng Hải quân Sasebo, chuyên về sản xuất tàu khu trục và các tàu chiến nhỏ hơn; bãi neo đậu của nó là một trong những nơi neo đậu lớn nhất ở Nhật Bản. Vùng còn bao gồm các bãi neo đậu tại các cảng Imari và Hirado cũng như các cảng hải quân hạngba được chỉ định là yokobu (要港部) tại Takeshiki (Tsushima), Kagoshima, Kuji (Amami-Ōshima) và Wakamatsu (quần đảo Gotō) 

## Lịch sử
Vị trí của Sasebo tại vị trí 33°10′05″B 129°44′06″Đ / 33,168°B 129,735°Đ đối diện với Trung Quốc và Hàn Quốc, và gần cảng hiệp ước nước ngoài Nagasaki được xác định là có tầm quan trọng chiến lược bởi chính phủ Meiji và Hải quân Đế quốc Nhật Bản sơ khai. Năm 1883, Thiếu tá Tōgō Heihachirō đề cử một làng chài nhỏ là nơi lý tưởng cho căn cứ hải quân. Với sự thành lập chính thức của hải quân vào năm 1886, Nhật Bản được chia thành năm Vùng hải quân (海軍区 (Hải quân khu) Kaigunku). Mỗi thành phố có một trụ sở chính (鎮守府 (Trấn thủ phủ) chinjufu). Sasebo được chỉ định là "Quân khu Hải quân thứ ba" (第三海軍 区, dai-san kaigunku), và cảng của nó được nạo vét, một đê chắn sóng được xây dựng và các cơ bến, chứa than và sửa chữa cho tàu chiến được thành lập, và căn cứ quân sự được chính thức khai trương năm 1889. Để nhấn mạnh tầm quan trọng của căn cứ, Thiên Hoàng Minh Trị đã thực hiện một chuyến thăm cá nhân vào năm 1890.
Căn cứ này được kết nối với toàn bộ nước Nhật bằng đường sắt vào năm 1898, và quân xưởng Hải quân Sasebo mà sau này sẽ mở rộng để trở thành một trong những nhà máy đóng tàu lớn nhất ở Nhật Bản để đóng các tàu chiến nhỏ được đưa vào hoạt động vào năm 1903. Giống các vùng hải quân kia, Sasebo được dự định hoạt động độc lập đến mức có thể, và các cơ sở bao gồm kho vũ khí, nhà máy sản xuất ngư lôi, mìn hải quân và hải pháo (và đạn dược liên quan), cũng như một bệnh viện hải quân và các trung tâm đào tạo. Theo khái niệm, Vùng Hải quân của Nhật tương tự như khái niệm Sea Frontiers của Hải quân Hoa Kỳ. Quân khu duy trì một lực lượng đồn trú nhỏ gồm một số tàu chiến và Lực lượng Lục quân Hải quân báo cáo trực tiếp cho bộ chỉ huy phòng thủ, và chứa đựng các nhóm tách ra của các hạm đội được đánh số trên cơ sở tạm thời.
Sasebo là cơ sở sửa chữa tàu gần nhất các vùng chiến đấu của Hải quân Đế quốc Nhật Bản trong cuộc Chiến tranh Nga-Nhật nên được sử dụng đáng kể trong cuộc xung đột đó.
Năm 1920, Hải quân Nhật thành lập một không đoàn không quân và một trung tâm truyền thông không dây vào năm 1922.Vào năm 1934, tàu phóng lôi Tomozuru bị lật trong một cơn bão ngoài khơi Sasebo với toàn bộ thủy thủ đoàn hi sinh. Nó đã gây ra nhiều tranh cãi về độ ổn định của thiết kế tàu chiến Nhật dẫn đến một đợt tổng chỉnh sửa gần như toàn bộ các tàu hiện tại của hải quân Nhật.
Năm 1941, cơ sở vật chất được mở rộng đáng kể cho cuộc chiến tranh Thái Bình Dương. Căn cứ này cũng là nơi đóng quân của một phần lớn lực lượng đổ bộ đặc biệt hải quân của Nhật Bản. Hải quân Đế quốc Nhật Bản đã có khoảng 60.000 nhân công trong khu bến tàu và các trạm hải quân liên quan ở đỉnh cao của Thế Chiến II làm các công việc như trang bị các tàu, tàu ngầm và máy bay.
Hầu hết căn cứ đã bị phá hủy bởi các cuộc không kích của Mỹ vào ngày 28 tháng 6 năm 1945. Sau khi Nhật Bản đầu hàng, Sasebo bị chiếm đóng bởi Sư Đoàn 5 của Thủy Quân Lục Chiến Hoa Kỳ, và Vùng Hải Quân Sasebo chính thức bị bãi bỏ vào ngày 30 tháng 11 năm 1945.
Một phần của các cơ sở của căn cứ cũ vẫn còn được sử dụng bởi Hải quân Hoa Kỳ thuộc hoạt động hạm đội Sasebo và lực lượng phòng vệ biển Nhật Bản. Một trong những tòa nhà của căn cứ cũ bây giờ là một bảo tàng.

## Cơ cấu tổ chức vào ngàytấn công Trân Châu Cảng
- Quân khu Hải quân thứ ba (Đô đốc Tanimoto)
  - Tàu tiếp tế Sata
  - Căn cứ hải quân Sasebo
    - Bộ tham mưu Căn cứ
    - Cục truyền thông và liên lạc
    - Cục tiếp tế
    - Cục kế toán
    - Cục xây dựng
    - Cục cảng & bến
    - Xưởng tàu Hải quân
    - Bệnh viện Hải quân
    - Nhà tù hải quân
    - Kho nhiên liệu hải quân
    - Đơn vị đồn chú
    - Lực lượng đổ bộ đặc biệt hải quân

  - Căn cứ tàu ngầm Sasebo
  - Kōkūtai (Trung đoàn không quân) Hải quân Sasebo
    - 16 x Mitsubishi A5M
    - 6 x Aichi E13A
    - 15 x Kawanishi H6K

  - Lực lượng phòng thủ Sasebo
    - Hạm đội Phòng thủ Sasebo 
      - Tàu tuần tra chưng dụng Kozan Maru

    - Hạm đội Phòng thủ địa phương Sasebo
      - Tàu tuần tra Shinkyo Maru (2672 tấn)
      - Tàu tuần tra Shinkyo Maru #5

    - Đội tàu quét mìn số 42
      - Tàu chưng dụng Seki Maru (297 tấn)
      - Tàu chưng dụng Toshi Maru #7 (297 tấn)

  - Lực lượng phòng thủ Oshima (đóng quân tại Naze, Đảo Oshima)
    - Tàu chưng dụng Chuon Maru #8
    - Tàu chưng dụng Hakata Maru #7 (257 tấn)
    - Tàu chưng dụng Himejima Maru
    - Đội tàu quét mìn số 41
      - Tàu chưng dụng Kyo Maru #1
      - Tàu chưng dụng Kyo Maru #3
      - Tàu chưng dụng Kyo Maru #5

## Danh sách chỉ huy

### Sĩ quan chỉ huy
| Stt | Tên                       | Chân dung | Quân hàm                                          | Nhiệm kì             | Nhiệm kì             |
| Stt | Tên                       | Chân dung | Quân hàm                                          | Bắt đầu              | Kết thúc             |
| --- | ------------------------- | --------- | ------------------------------------------------- | -------------------- | -------------------- |
| 1   | Akamatsu Noriyoshi        |           | Phó Đô đốc                                        | 26 tháng 9 năm 1887  | 27 tháng 6 năm 1891  |
| 2   | Abo Kiyoyasu              |           | Phó Đô đốc                                        | 27 tháng 6 năm 1891  | 12 tháng 12 năm 1892 |
| 3   | Inoue Yoshika             |           | Phó Đô đốc                                        | 12 tháng 12 năm 1892 | 20 tháng 5 năm 1893  |
| 4   | Aiura Norimichi           |           | Chuẩn Đô đốc                                      | 20 tháng 5 năm 1893  | 13 tháng 7 năm 1894  |
| 5   | Shibayama Yahachi         |           | Chuẩn Đô đốc Phó Đô đốc (sau 7 tháng 10 năm 1897) | 13 tháng 7 năm 1894  | 8 tháng 10 năm 1897  |
| 6   | Aiura Norimichi           |           | Phó Đô đốc                                        | 8 tháng 10 năm 1897  | 19 tháng 1 năm 1899  |
| 7   | Tōgō Heihachirō           |           | Phó Đô đốc                                        | 19 tháng 1 năm 1899  | 20 tháng 5 năm 1900  |
| 8   | Samejima Kazunori         |           | Phó Đô đốc Đô đốc (sau 18 tháng 11 năm 1905)      | 20 tháng 5 năm 1900  | 2 tháng 2 năm 1906   |
| 9   | Arima Shinichi            |           | Phó Đô đốc                                        | 2 tháng 2 năm 1906   | 22 tháng 11 năm 1906 |
| 10  | Uryū Sotokichi            |           | Phó Đô đốc                                        | 22 tháng 11 năm 1906 | 1 tháng 3 năm 1909   |
| 11  | Arima Shinichi            |           | Phó Đô đốc                                        | 1 tháng 3 năm 1909   | 1 tháng 12 năm 1909  |
| 12  | Dewa Shigetō              |           | Phó Đô đốc                                        | 1 tháng 12 năm 1909  | 1 tháng 12 năm 1911  |
| 13  | Shimamura Hayao           |           | Phó Đô đốc                                        | 1 tháng 12 năm 1911  | 25 tháng 3 năm 1914  |
| 14  | Fujii Kōichi              |           | Phó Đô đốc                                        | 25 tháng 3 năm 1914  | 10 tháng 8 năm 1915  |
| 15  | Yamashita Gentarō         |           | Phó Đô đốc                                        | 10 tháng 8 năm 1915  | 1 tháng 12 năm 1917  |
| 16  | Yashiro Rokurō            |           | Phó Đô đốc Đô đốc (sau 2 tháng 7 năm 1918)        | 1 tháng 12 năm 1917  | 1 tháng 12 năm 1918  |
| 17  | Takarabe Takeshi          |           | Phó Đô đốc Đô đốc (sau 25 tháng 11 năm 1919)      | 1 tháng 12 năm 1918  | 27 tháng 7 năm 1922  |
| 18  | Tochinai Sōjirō           |           | Đô đốc                                            | 27 tháng 7 năm 1922  | 1 tháng 6 năm 1923   |
| 19  | Saitō Hanroku             |           | Phó Đô đốc                                        | 1 tháng 6 năm 1923   | 5 tháng 2 năm 1924   |
| 20  | Hoàng tử Fushimi Hiroyasu |           | Đô đốc                                            | 5 tháng 2 năm 1924   | 15 tháng 4 năm 1925  |
| 21  | Hyakutake Saburō          |           | Phó Đô đốc                                        | 15 tháng 4 năm 1925  | 10 tháng 12 năm 1926 |
| 22  | Furukawa Shinzaburō       |           | Phó Đô đốc                                        | 10 tháng 12 năm 1926 | 12 tháng 10 năm 1928 |
| 23  | Iida Nobutarō             |           | Phó Đô đốc                                        | 12 tháng 10 năm 1928 | 11 tháng 11 năm 1929 |
| 24  | Tosu Tamaki               |           | Phó Đô đốc                                        | 11 tháng 11 năm 1929 | 1 tháng 12 năm 1930  |
| 25  | Yamanashi Katsunoshin     |           | Phó Đô đốc                                        | 1 tháng 12 năm 1930  | 1 tháng 12 năm 1931  |
| 26  | Nakamura Ryōzō            |           | Phó Đô đốc                                        | 1 tháng 12 năm 1931  | 1 tháng 12 năm 1932  |
| 27  | Sakonji Seizō             |           | Phó Đô đốc                                        | 1 tháng 12 năm 1932  | 15 tháng 11 năm 1933 |
| 28  | Yonai Mitsumasa           |           | Phó Đô đốc                                        | 15 tháng 11 năm 1933 | 15 tháng 11 năm 1934 |
| 29  | Imamura Nobujirō          |           | Phó Đô đốc                                        | 15 tháng 11 năm 1934 | 2 tháng 12 năm 1935  |
| 30  | Hyakutake Gengo           |           | Phó Đô đốc                                        | 2 tháng 12 năm 1935  | 16 tháng 3 năm 1936  |
| 31  | Matsushita Hajime         |           | Phó Đô đốc                                        | 16 tháng 3 năm 1936  | 1 tháng 12 năm 1936  |
| 32  | Shiozawa Kōichi           |           | Phó Đô đốc                                        | 1 tháng 12 năm 1936  | 1 tháng 12 năm 1937  |
| 33  | Toyoda Teijirō            |           | Phó Đô đốc                                        | 1 tháng 12 năm 1937  | 15 tháng 11 năm 1938 |
| 34  | Nakamura Kamezaburō       |           | Phó Đô đốc                                        | 15 tháng 11 năm 1938 | 15 tháng 11 năm 1939 |
| 35  | Hirata Noboru             |           | Phó Đô đốc                                        | 15 tháng 11 năm 1939 | 15 tháng 10 năm 1940 |
| 36  | Sumiyama Tokutarō         |           | Phó Đô đốc                                        | 15 tháng 10 năm 1940 | 20 tháng 11 năm 1941 |
| 37  | Tanimoto Matarō           |           | Phó Đô đốc                                        | 20 tháng 11 năm 1941 | 11 tháng 11 năm 1942 |
| 38  | Nagumo Chūichi            | \|        | Phó Đô đốc                                        | 11 tháng 11 năm 1942 | 21 tháng 6 năm 1943  |
| 39  | Komatsu Teruhisa          |           | Phó Đô đốc                                        | 21 tháng 6 năm 1943  | 4 tháng 11 năm 1944  |
| 40  | Sugiyama Rokuzō           |           | Phó Đô đốc                                        | 4 tháng 11 năm 1944  | 30 tháng 11 năm 1945 |

### Tham mưu trưởng
- Đại tá Tameo Nakamizo (25 tháng 4 năm 1889 – 15 tháng 5 năm 1890)
- Chuẩn Đô đốc Koreyoshi Ogata (15 tháng 5 năm 1890 – 18 tháng 2 năm 1891)
- Chuẩn Đô đốc Masanaga Matsumura (18 tháng 2 năm 1891 – 23 tháng 7 năm 1891)
- Chuẩn Đô đốc Tadashi Nomura (23 tháng 7 năm 1891 – 20 tháng 5 năm 1893)
- Phó Đô đốc Nagataka Uemura (20 tháng 5 năm 1893 – 5 tháng 12 năm 1894)
- Phó Đô đốc Tomomichi Onomoto (5 tháng 12 năm 1894 – 27 tháng 12 năm 1897)
- Phó Đô đốc Yoshitomo Inoue (27 tháng 12 năm 1897 – 23 tháng 5 năm 1898)
- Captain Masaki Hashimoto (23 tháng 5 năm 1898 – 22 tháng 3 năm 1899)
- Chuẩn Đô đốc Ichiro Nijima (22 tháng 3 năm 1899 – 19 tháng 6 năm 1900)
- Chuẩn Đô đốc Tasuku Serata (9 tháng 6 năm 1900 –4 tháng 7 năm 1900)
- Đô đốc Motaro Yoshimatsu (4 tháng 7 năm 1900 – 6 tháng 7 năm 1901)
- Phó Đô đốc Hikohachi Yamada (6 tháng 7 năm 1901 – 19 tháng 10 năm 1903)
- Chuẩn Đô đốc Shinjiro Uehara (21 tháng 11 năm 1903 – 6 tháng 6 năm 1904)
- Phó Đô đốc Baron Toshiatsu Sakamoto (6 tháng 6 năm 1904 – 2 tháng 11 năm 1905)
- Đô đốc Motaro Yoshimatsu (2 tháng 11 năm 1905 – 2 tháng 2 năm 1906)
- Chuẩn Đô đốc Ichiro Nijima (2 tháng 2 năm 1906 – 7 tháng 4 năm 1906)
- Phó Đô đốc Koshi Saito (7 tháng 4 năm 1906 – 21 tháng 10 năm 1907)
- Chuẩn Đô đốc Genzaburo Ogi (21 tháng 10 năm 1907 – 15 tháng 5 năm 1908)
- Phó Đô đốc Baron Shinrokuro Nishi (15 tháng 5 năm 1908 – 26 tháng 5 năm 1908)
- Phó Đô đốc Tamotsu Tsuchiya (26 tháng 5 năm 1908 – 10 tháng 12 năm 1908)
- Đô đốc Baron Gentaro Yamashita (10 tháng 12 năm 1908 – 4 tháng 3 năm 1909)
- Chuẩn Đô đốc Genzaburo Ogi (4 tháng 3 năm 1909 – 1 tháng 12 năm 1909)
- Phó Đô đốc Yasutaro Egashira (1 tháng 12 năm 1909 – 11 tháng 3 năm 1911)
- Đô đốc Kaneo Nomaguchi (11 tháng 3 năm 1911 – 21 tháng 9 năm 1911)
- Phó Đô đốc Rinroku Eguchi (21 tháng 9 năm 1911 – 20 tháng 4 năm 1912)
- Phó Đô đốc Otojiro Ito (20 tháng 4 năm 1912 – 1 tháng 12 năm 1913)
- Chuẩn Đô đốc Ichitaro Nakajima (1 tháng 12 năm 1913 – 25 tháng 3 năm 1914)
- Phó Đô đốc Tomojiro Chisaka (25 tháng 3 năm 1914 – 1 tháng 12 năm 1914)
- Phó Đô đốc Hiromi Tadakoro (1 tháng 12 năm 1914 – 1 tháng 12 năm 1916)
- Phó Đô đốc Hanroku Saito (1 tháng 12 năm 1916 – 1 tháng 12 năm 1917)
- Phó Đô đốc Nobutaro Shimomura (1 tháng 12 năm 1917 – 10 tháng 11 năm 1918)
- Đô đốc Saburo Hyakutake (10 tháng 11 năm 1918 – 1 tháng 12 năm 1919)
- Phó Đô đốc Kenzo Kobayashi (1 tháng 12 năm 1919 – 1 tháng 5 năm 1922)
- Chuẩn Đô đốc Kametaro Muta (1 tháng 5 năm 1922 – 1 tháng 12 năm 1923)
- Phó Đô đốc Shiro Furukawa (1 tháng 12 năm 1923 – 1 tháng 12 năm 1925)
- Phó Đô đốc Yukichi Shima (1 tháng 12 năm 1925 – 1 tháng 12 năm 1927)
- Phó Đô đốc Togo Kawano (1 tháng 12 năm 1927 – 10 tháng 12 năm 1928)
- Phó Đô đốc Akira Fujiyoshi (10 tháng 12 năm 1928 – 1 tháng 12 năm 1930)
- Phó Đô đốc Giichiro Kawamura (1 tháng 12 năm 1930 – 1 tháng 12 năm 1931)
- Phó Đô đốc Yoshiyuki Niiyama (1 tháng 12 năm 1931 – 15 tháng 11 năm 1933)
- Phó Đô đốc Eikichi Katagiri (15 tháng 11 năm 1933 – 15 tháng 11 năm 1934)
- Chuẩn Đô đốc Hiroyoshi Tabata (15 tháng 11 năm 1934 – 1 tháng 3 năm 1935)
- Phó Đô đốc Ibō Takahashi (1 tháng 3 năm 1935 – 31 tháng 10 năm 1935)
- Phó Đô đốc Mitsumi Shimizu (31 tháng 10 năm 1935 – 16 tháng 11 năm 1936)
- Phó Đô đốc Hidesaburo Koori (16 tháng 11 năm 1936 – 1 tháng 9 năm 1938)
- Phó Đô đốc Masami Kobayashi (1 tháng 9 năm 1938 – 15 tháng 11 năm 1939)
- Phó Đô đốc Kakuji Kakuta (15 tháng 11 năm 1939 – 15 tháng 10 năm 1940)
- Phó Đô đốc Shigenori Horiuchi (15 tháng 10 năm 1940 – 10 tháng 10 năm 1941)
- Phó Đô đốc Gisaburo Yamaguchi (10 tháng 10 năm 1941 – 2 tháng 12 năm 1942)
- Phó Đô đốc Masaki Ogata (2 tháng 12 năm 1942 – 15 tháng 11 năm 1943)
- Phó Đô đốc Shigeji Kaneko (15 tháng 11 năm 1943 – 29 tháng 1 năm 1945)
- Chuẩn Đô đốc Keishi Ishii (29 tháng 1 năm 1945 – 30 tháng 11 năm 1945)